# Tatjana Lewina
Tatjana Nikołajewna Lewina (ros. Татьяна Николаевна Лёвина, ur. 28 lutego 1977 w Orle) – rosyjska lekkoatletka, sprinterka.
W 2004 odpadła w ćwierćfinale biegu na 200 metrów podczas igrzysk olimpijskich. Nigdy nie osiągnęła żadnego znaczącego sukcesu w konkurencjach indywidualnych, za to w sztafecie 4 × 400 metrów trzy razy z rzędu zdobywała złoty medal halowych mistrzostw świata.

## Osiągnięcia
| Rok  | Impreza                   | Miejsce   | Lokata      | Konkurencja        | Wynik      |
| ---- | ------------------------- | --------- | ----------- | ------------------ | ---------- |
| 2001 | Uniwersjada               | Pekin     | półfinał    | bieg na 400 m      | 53,10      |
| 2002 | Mistrzostwa Europy        | Monachium | eliminacje  | bieg na 400 m      | 52,56      |
| 2004 | Halowe mistrzostwa świata | Budapeszt | 1. miejsce  | sztafeta 4 × 400 m | 3:23,88 WR |
| 2004 | Igrzyska olimpijskie      | Ateny     | ćwierćfinał | bieg na 200 m      | 23,23      |
| 2005 | Halowe mistrzostwa Europy | Madryt    | 1. miejsce  | sztafeta 4 × 400 m | 3:28,00 CR |
| 2006 | Halowe mistrzostwa świata | Moskwa    | 1. miejsce  | sztafeta 4 × 400 m | 3:24,91    |
| 2008 | Halowe mistrzostwa świata | Walencja  | 1. miejsce  | sztafeta 4 × 400 m | 3:28,17    |

## Rekordy życiowe
- 200 m (stadion) – 22,63
- 400 m (stadion) – 50,78
- 200 m (hala) – 23,22
- 400 m (hala) – 51,17
- 4 × 400 m (hala) – 3:23,88 (były rekord świata)